# Jean-François Bédénik
Jean-François Bédénik est un footballeur français né le 20 novembre 1978 à Seclin. Il est Gardien de but. Il est actuellement entraîneur des gardiens de l'AS Saint-Étienne.

## Biographie
Né à Seclin, dans le Nord, il intègre pendant 4 ans le centre de formation du RC Lens. Il rejoint ensuite Valenciennes FC, où il joue 32 matchs jusqu'en 2000. À 22 ans, il débute en Ligue 2 pour Le Mans le 29 août 2000 contre Sochaux en remplacement d'Olivier Pédémas, à la 7e minute (0-2). Il joue cette saison-là 5 matchs de Ligue 2. 
Ce n'est qu'en 2002-2003 qu'il devient titulaire au MUC 72, il dispute 36 matchs de championnat et il est l'un des grands artisans de la montée du club en Ligue 1. Il joue son premier match de Ligue 1 le 2 août 2003 contre le RC Lens (0-0). Mais l'année suivante, il ne peut empêcher la relégation du club et se voit même remplacé dans les cages mancelles par Yohann Pelé. 
Bédénik tente alors l'aventure à l'étranger, en Suisse. Il joue deux saisons à Neuchâtel Xamax où il est titulaire, joue une soixantaine de matchs et termine 6e puis 9e de D1 suisse. Cette saison 2005-06 voit le club descendre en Challenge League (D2) et le gardien décide de partir. Il garde cependant de très bons souvenirs de son passage en Suisse. 
Jean-François Bédénik débarque en 2006 à Ionikos. Il n'y reste que 6 mois avant de décider de rentrer en France. 
En janvier 2007, il est de retour en Ligue 2 avec le club de Boulogne-sur-Mer, avec qui il joue une nouvelle fois la montée en Ligue 1 durant la saison 2008-2009. 
En juin 2009, il prolonge son contrat jusqu'en juin 2011. Blessé à l'épaule gauche en fin de saison, sa convalescence est plus longue que prévu et Mathieu Valverde est recruté. Lors de la 15e journée, il est titularisé en Ligue 1 contre le Toulouse FC (0-1) à cause des prestations décevantes de Koné et Valverde. Plus rassurant que ses coéquipiers, il finit la saison dans la peau du titulaire et joue 25 matchs de championnat.
Après la relégation de Boulogne en Ligue 2, il quitte le club et retourne dans son ancien club suisse, Neuchâtel Xamax, avec lequel il signe un contrat de 4 ans, finaliste en coupe de Suisse en 2011, son contrat est écourté par la faillite du club en janvier 2012.
Le Vannes Olympique Club alors en National fait appel à lui après s'être séparé de Guillaume Gauclin, il s'y engage et prend le poste de numéro 1 devant Jean-Marc Le Rouzic. En août 2012, une blessure au genou l'écarte des terrains pendant 2 mois. Il regagne toutefois sa place de titulaire. La saison suivante, toujours en proie à des blessures à répétition, il perd sa place au profit de sa nouvelle doublure, Antoine Petit. À la fin de la saison 2013/2014, Vannes est rétrogradé sportivement en CFA puis administrativement en DSE (septième niveau hiérarchique de la pyramide du football). Il donne son accord au Vannes Olympique Club pour aider le club à retrouver le CFA2 le plus rapidement possible en jouant une saison supplémentaire dans le Morbihan.
Il fait parler de lui le samedi 1er octobre 2016 sur les réseaux sociaux. Alors qu'il joue avec le Vannes OC en CFA 2 contre le TA Rennes, il est auteur d'un triple arrêt à la suite d'un penalty. Son premier arrêt est effectué du dos après que la balle ait heurté le poteau.

## Palmarès
Jean-François Bédénik est vice-champion de Ligue 2 en 2003 avec Le Mans UC. Il est également finaliste de la Coupe de Suisse en 2011 avec le Neuchâtel Xamax.
Il est élu joueur du mois d'octobre 2008 par les supporters de l'US Boulogne et joueur du mois d'août 2011 par les supporters de Neuchâtel Xamax .